# Апофенія

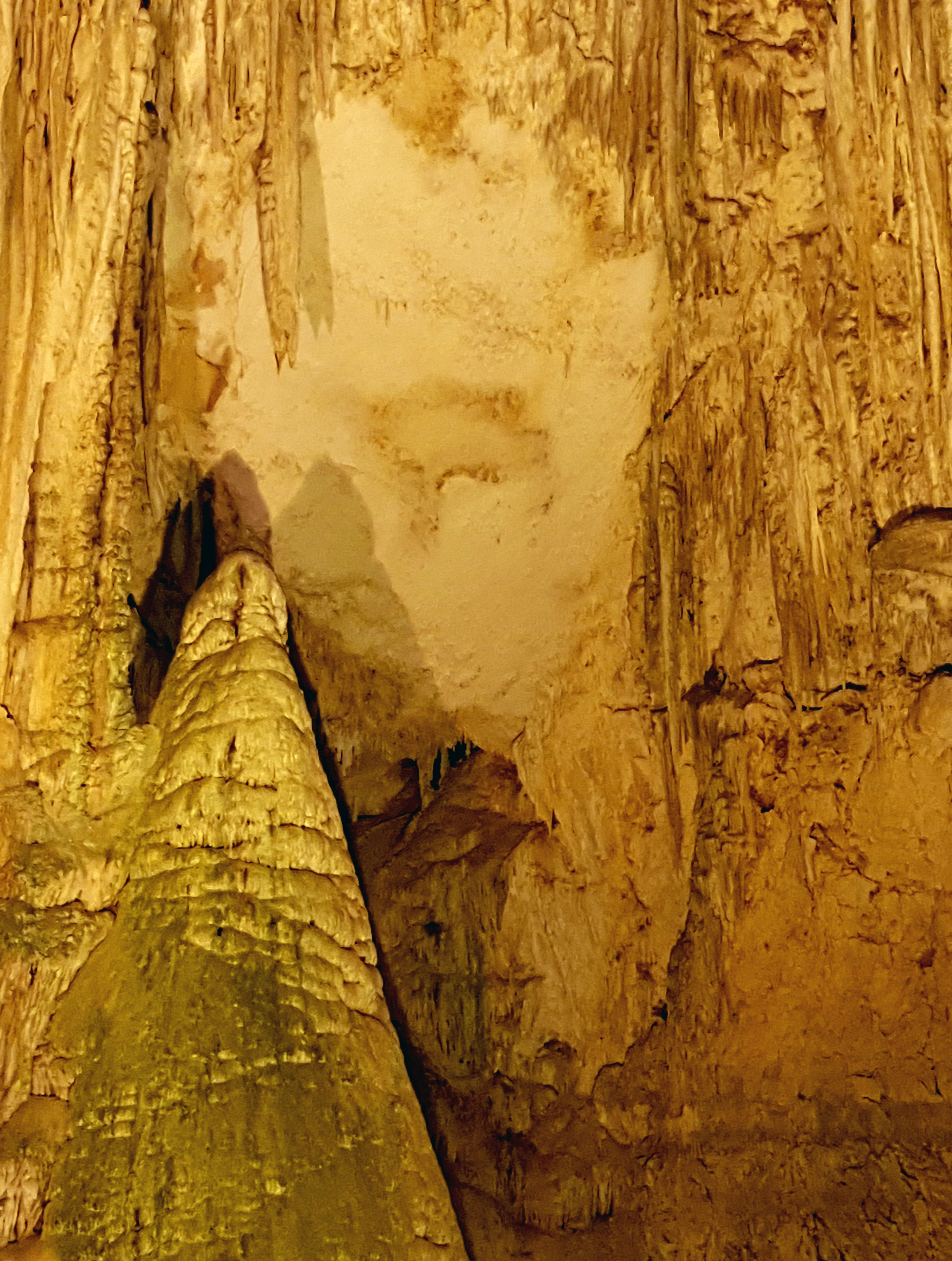
«Гравець на органі": приклад парейдолії в гроті Нептуна, Сардинія

Апофенія (грец. ἀποφαίνω, апо [від чогось] + фенен [показувати]) — схильність до бачення образів, тенденцій або зв'язків у випадкових або беззмістовних даних.
Апофенію не слід плутати з «апофонією».

## Походження терміна
Термін приписують німецькому неврологу та психіатру Клаусу Конраду, який визначав його як «немотивоване бачення зв'язків», яке супроводжується «специфічним досвідом ненормальної значущості».
1958 року Клаус Конрад надрукував монографію «Die beginnende Schizophrenie. Versuch einer Gestaltanalyse des Wahns» («Початок шизофренії. Спроба аналізу оман/марення»), в якій він дуже детально описав продромальний настрій та найбільш ранні стадії шизофренії. Він використав слово «Apophänie» для характеристики початку марення при психозі. На відміну від моменту одкровення/просвітлення, момент апофенії не дає розуміння щодо природи реальності або її взаємозв'язків (як яблуко Ньютона чи «Еврика!» Архімеда), а є «процесом постійного та монотонного досвіду ненормальних значень у всьому полі досвіду». Таке значення повністю самопосилюються, соліпсистичні та параноїдальні — «відчуття, що за тобою спостерігають, про тебе говорять, підслуховують, переслідують незнайомці». Термін мав підкреслювати, що людина з шизофренією спочатку має досвід марення як одкровення.
Зараз апофенія означає універсальну тенденцію людей шукати образи і тенденції у випадковій інформації, напр. азартних іграх.

## Приховані значення
Ворожіння часто засновані на формуванні тенденцій з того, що більшості людей здається беззмістовними випадковими подіями.
Концепція обмовки за Фрейдом заснована на тому, що раніше відкидалось як беззмістовні помилки мови та пам'яті. Зігмунд Фрейд був переконаний, що такі «обмовки» є значимими для несвідомого розуму (дивись його працю «Тлумачення сновидінь»).

## Парейдолія

Ця фігура, що складається з трьох кіл та лінії, сприймається як обличчя, хоча з обличчям у нього мало спільних рис. Таке сприйняття визначає розпізнавання облич, що часто відбувається на підсвідомому рівні.

Парейдолія — це тип апофенії, пов'язаний зі сприйняттям зображень та звуків в випадкових стимулах. Наприклад, коли людина чує телефонний дзвінок у душі, оскільки шум води створює фон, в якому мозок «розпізнає» дзвінок. Або людина бачить обличчя в неживому предметі — фари та решітка авто дають «обличчя, що посміхається». Люди по всьому світі бачать «людину на Місяці».
Також релігійні люди деколи бачать релігійні зображення на тостах, зрізі дерев тощо.

## В азартних іграх
Апофенія добре задокументована як раціоналізація участі в азартних іграх. Гравцям здається, що вони бачать тенденції у числах і їх комбінаціях, які з'являються в лотереях, картярських іграх або рулетці. Однією з варіація апофенії в цій сфері є омана гравця.

## В статистиці
В статистиці та науці про дані, апофенія є прикладом надмірного ускладнення моделі, коли випадкові зв'язки («білий шум») видаються значимими — коли статистична модель більше реагує на «білий шум», а не на сигнал.

## В літературі

### Використання апофенії як сюжету
- Вільям Гібсон. Роман «Розпізнавання образів»
- Хорхе Луїс Борхес. «Вавилонська бібліотека»
- Станіслав Лем. «Голос неба» (пол. Głos Pana)
- Пітер Воттс. «Сліпий зір»

### Параноїдальний стиль оповідання або нечіткий сюжет
- Володимир Набоков. «Знаки та символи»;
- Томас Пінчон. «Вигукується лот 49» та «V.»;
- Алан Мур. «Хранителі»; «З Пекла» (особливо Додаток II під назвою «Dance of the Gull Catchers»)
- Умберто Еко. «Маятник Фуко» та «Ім'я Рози»;
- Вільям Гібсон. «Розпізнавання образів» та трилогія «Міст»;
- Джеймс Курчіо «Приєднайся до мого культу» (англ. Join My Cult);
- Артуро Перес-Реверте. «Клуб Дюма»;
- Трилогія «Іллюмінатус!», написана Робертом Ші та Робертом Антоном Уілсоном;
- Деніс Джонсон. «Реанімація повішеного» (англ. Resuscitation Of A Hanged Man).

## У фільмах
- «Теорія змови»
- «π»
- «Ігри розуму»
- «Число 23»
- «Blowup» (та продовження «The Conversation» і «Blow Out»)
- «Дев'ятки»